# La Rose et l'Oreiller
Pour les articles homonymes, voir Once Upon a Dream.
Pour plus de détails, voir Fiche technique et Distribution.
La Rose et l'Oreiller (titre original : Once Upon a Dream) est un film britannique réalisé par Ralph Thomas, sorti en 1949.

## Synopsis
Durant l'Après-guerre, le major Gilbert rentre chez lui en compagnie de son aide de camp Jackson, qu’il a pris comme majordome. Retrouvant son épouse Carol, celle-ci lui reproche son peu d’attention avant d’aller se coucher. Son mari se défend en expliquant qu’il est épuisé après un long voyage. Cette nuit-là, elle fait un rêve romantique mettant en scène Jackson et lorsqu'elle se réveille, elle croit que cela s’est réellement passé. Plus tard, devant les difficultés financières que connait sa boutique, elle se résout à aller demander de l’aide à la riche tante de son mari avec qui elle ne peut pas s’entendre.

## Fiche technique
- Titre original : Once Upon a Dream
- Titre : La Rose et l'Oreiller
- Réalisation : Ralph Thomas
- Scénario : Val Guest, Victor Katona, Patrick Kirwan
- Producteurs : Sydney Box, Antony Darnborough, Alfred Roome
- Musique : Arthur Wilkinson
- Directeur de la photographie : Jack E. Cox
- Montage : Jean Barker
- Direction artistique : Cedric Dawe
- Costumes : Julie Harris
- Direction artistique : George Provis
- Ingénieurs du son : Desmond Dew, Charles Knott
- Société de Production : Triton Productions, Sydney Box Productions
- Durée : 87 minutes
- Pays de production :  Royaume-Uni
- Langue : anglais
- Couleur : Noir et blanc
- Format : 1.37 : 1
- Son : Mono
- Dates de sortie : 
  - Royaume-Uni : 1er février 1949
  - France : 23 juin 1950

## Distribution
- Googie Withers : Carol Gilbert
- Griffith Jones : Jackson
- Guy Middleton : Major Gilbert
- Betty Lynne : Mlle. Louise
- David Horne : Greffier
- Geoffrey Morris : Employé au Greffe
- Raymond Lovell : Mr. Trout
- Noel Howlett : Avocat
- Agnes Lauchlan : Tante Agnes
- Mirren Wood : Conductrice
- Hubert Gregg : Capitaine Williams
- Maurice Denham : Vicaire
- Mona Washbourne : Femme du vicaire
- Gibb McLaughlin : Mr. Pontefact I
- Dora Bryan : Serveuse
- Anthony Steel
- Nora Nicholson : 1st. W.V.S
- Hal Osmond : Bailiff
- Arthur Denton : Janitor
- Eric Messiter : Mr. Pontefact II
- Cecil Bevan : Wright
- Wilfrid Caithness : Mr. Pontefact III